# 12270 Bozar
12270 Bozar è un asteroide della fascia principale. Scoperto nel 1990, presenta un'orbita caratterizzata da un semiasse maggiore pari a 2,6295597 UA e da un'eccentricità di 0,1559864, inclinata di 3,72201° rispetto all'eclittica.